# Scorpaena petricola
Scorpaena petricola és una espècie de peix pertanyent a la família dels escorpènids.

## Descripció
- Mida petita.
- Coloració pàl·lida.[4]

## Hàbitat
És un peix marí, demersal i de clima tropical que viu fins als 73 m de fondària.

## Distribució geogràfica
Es troba a l'Atlàntic sud-occidental: el Brasil.

## Observacions
És inofensiu per als humans.